# Manuel Saurí i Crespí
Manuel Saurí i Crespí (Barcelona, 1803 - Barcelona, 28 de desembre de 1854) va ser un destacat impressor, editor, llibreter i escriptor català.
Era fill de Francesca Crespí natural d'Hostalric i del també llibreter Magí Saurí, va començar a exercir l'any 1826 com a regent de la impremta i llibreria de Narcisa Dorca i Ramon Indar de Barcelona, situada al carrer Escudellers. Cap a 1833 es va establir pel seu compte, instal·lant el seu negoci d'impremta i llibreria, la "Llibreria Nacional" al carrer Ample de Barcelona, on romandria fins a la seva mort. Va ser una de les llibreries més populars de la seva època. El 1845, conjuntament amb Antoni Berdeguer, fundà i fou l'editor del periòdic liberal El Barcelonés i, com a membre del Partit Progressista, participà activament en la política municipal durant la regència d'Espartero (1842-1843) i el Bienni Progressista (1854-1856), anys de revoltes socials.
Saurí fou un editor prolífic, de tota mena d'obres per a tota classe de públic. Les seves publicacions més conegudes són les guies urbanes de Barcelona, que va editar entre 1841 i 1854 (Guía de forasteros de Barcelona. Manual de agentes y de curiosos: dase a luz conforme al estado de esta ciudad en 1841; Guía de forasteros en Barcelona, judicial, gubernativa, administrativa, comercial, artística y fabril arreglada y coordinada i el Manual Histórico-topográfico, estadístico y administrativo, o sea Guía general de Barcelona) en què, a més de la descripció de la ciutat i els seus monuments, va incorporar un directori d'empreses de Barcelona, en un intent per normalitzar l'activitat comercial i econòmica després d'uns anys convulsos. Entre les seves publicacions cal destacar l'edició en castellà de la Teoría de las penas y de las recompensas (1838), de Jeremy Bentham; El sitio de Corinto (1838), de Lord Byron; una edició de La cabaña del tío Tomás o Los negros en América, de Harriet Beecher Stowe; i també obres històriques i biogràfiques, com La ciudadela inquisitorial de Barcelona, de Joaquín del Castillo y Mayone (1835, 1836, 1840). També fou responsable d'un considerable nombre de manuals, com el Manual del encuadernador en todas sus partes, obra indispensable a los Sres. maestros libreros, mancebos, aprendices y necesaria a los amantes de las bellas artes, de L. Sebastian Li Normand (1839), Arte de hacer vinos, de Nicolás de Bustamente (1840), Arte de hablar bien el francés o gramática completa, de Pierre-Nicolas Chantreau (amb diverses reedicons des del 1836). Cal destacar especialment la seva edició de títols pensats per al mercat llatinoamericà, com ara la Cartilla y doctrina cristiana para la instrucción de los niños americanos (1843), a causa de l'àmplia xarxa d'agents comercials de Saurí a les províncies d'ultramar, a Montevideo, Buenos Aires, Santiago de Xile, Valparaíso, Trinidad (Cuba), Puerto Rico, Veracruz i l'Havana. El gruix de la seva producció el componen les traduccions de novel·les romàntiques d'autors com Guillaume Pigault Lebrun (El hijo del Carnaval: historia notable y sobre todo verídica que sirve de suplemento a las rapsodias del día, 1837) o Eugène Sue (El judío errante, 1845). S'ocupà també de publicitar tota aquesta producció i els volums que posava a la venda a la seva llibreria, inserint múltiples anuncis en premsa. Va editar nombrosos catàlegs, el més destacat d'ells va ser el titulat Bibliografía nacional: catálogo general de la librería de D. Manuel Saurí (1845), on es recullen més de 2.600 obres. Després de la seva mort, el 1854, el negoci que havia fundat va ser dirigit per la seva vídua, Francisca Marsal, fins que el 1860 el seu fill, Manuel Saurí i Marsal (1837-1924), conegut com a autor de diverses obres cinegètiques, va aconseguir la majoria d'edat i va poder fer-se'n càrrec ell mateix.